# HMS Tamarisk (K216)
HMS Tamarisk (K216) je bila korveta razreda flower Kraljeve vojne mornarice, ki je bila operativna med drugo svetovno vojno.

## Zgodovina
Ob pričetku gradnje so ladjo poimenovali HMS Ettrick (K216), a so jo preimenovali še pred dokočanjem. 6. februarja 1942 je sodelovala pri potopitvi nemške podmornice U-68. Novembra 1943 so korveto predali Kraljevi helenski vojni mornarici, ki jo je preimenovala v RHS Tompazis (K216). Leta 1952 so ladjo vrnili Kraljevi vojni mornarici, ki jo je še istega leta prodala in 20. marca istega leta je bila razrezana v Združenem kraljestvu.